# Tende
Tende (tiếng Ý, Occitan và Royasc: Tenda) là một xã ở tỉnh Alpes-Maritimes, vùng Provence-Alpes-Côte d’Azur ở đông nam nước Pháp.